# Villa Serrano
Villa Serrano är kommunhuvudort i Bolivia.   De ligger i provinsen Provincia Belisario Boeto och departementet Chuquisaca, i den centrala delen av landet, 100 km öster om huvudstaden Sucre. Villa Serrano ligger 2 115 meter över havet och antalet invånare är 2 877.
Terrängen runt Villa Serrano är kuperad. Runt Villa Serrano är det mycket glesbefolkat, med 6 invånare per kvadratkilometer.. Det finns inga andra samhällen i närheten.
I omgivningarna runt Villa Serrano växer huvudsakligen savannskog.